# Asan
Pour l’article homonyme, voir Asan (peuple).
Asan est une ville de la province du Chungcheong du Sud, en Corée du Sud. Elle abrite les sources chaudes d'Onyang, les plus anciennes et les plus célèbres de Corée, ce qui en a fait une destination touristique. Sa relative proximité avec la capitale a aussi aidé récemment son développement industriel. Elle compte trois universités.
Elle jouxte Cheonan, avec laquelle elle partage une gare de la ligne à grande vitesse des trains KTX.

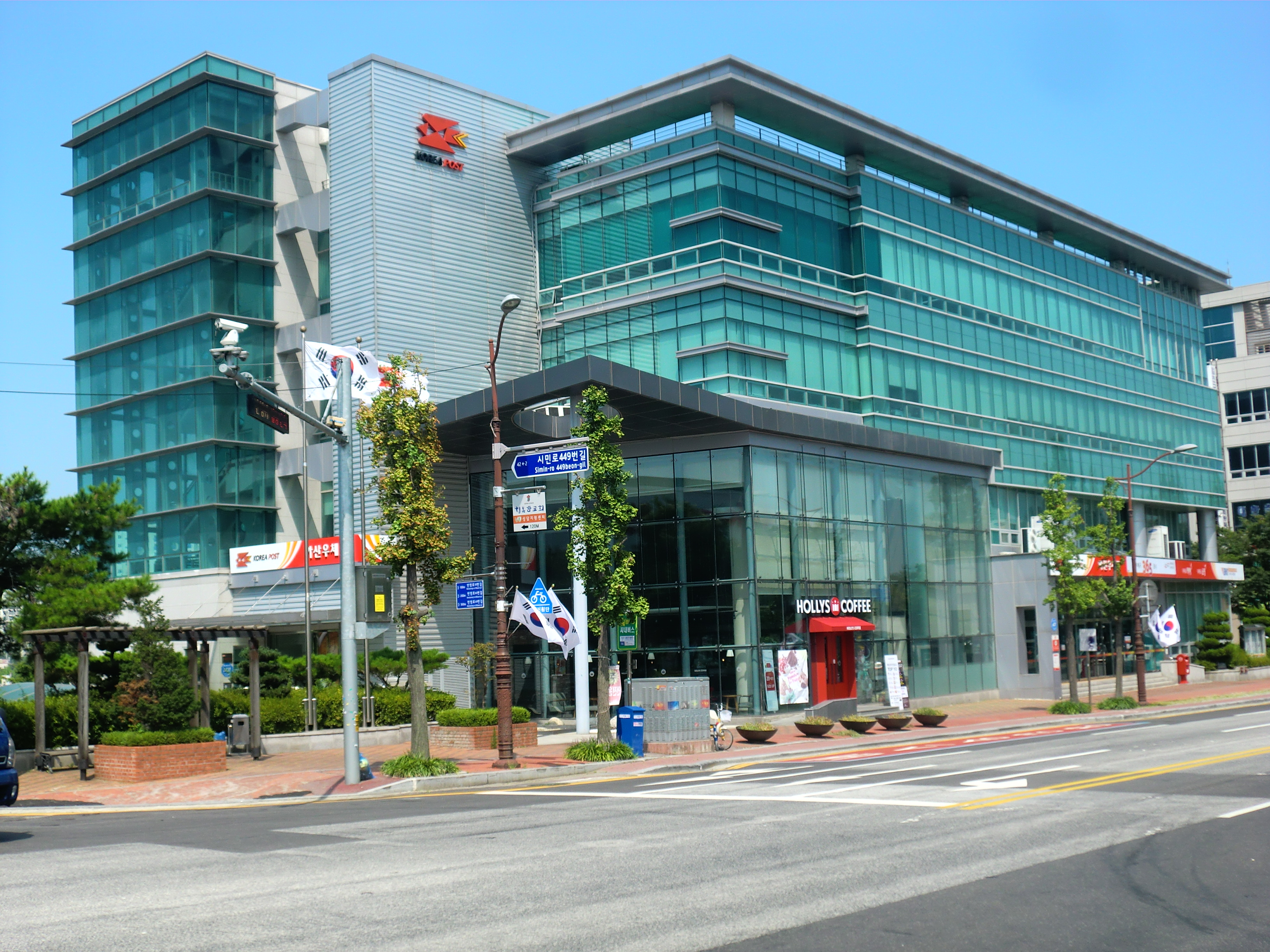
Bureau de poste d'Asan

## Population
Statistique.

## Transports
- Gare de Cheonan – Asan
- Gare d'Asan
- Station Asan de la ligne 1 du métro de Séoul

## Personnalités
- L'amiral Yi Sun-sin, héros de la guerre Imjin et vainqueur malheureux de la bataille de No Ryang a vécu à Asan et y a été immolé.
- L'ancien président de la république de Corée du Sud Yun Po-sun (1897-1990), naquit à Asan.
- Lee O-young (1933-2022), auteur et critique littéraire et ancien Ministre de la Culture.
- Ri Ki-yong (1896-1984), écrivain.